# تاريخ النقد الفني

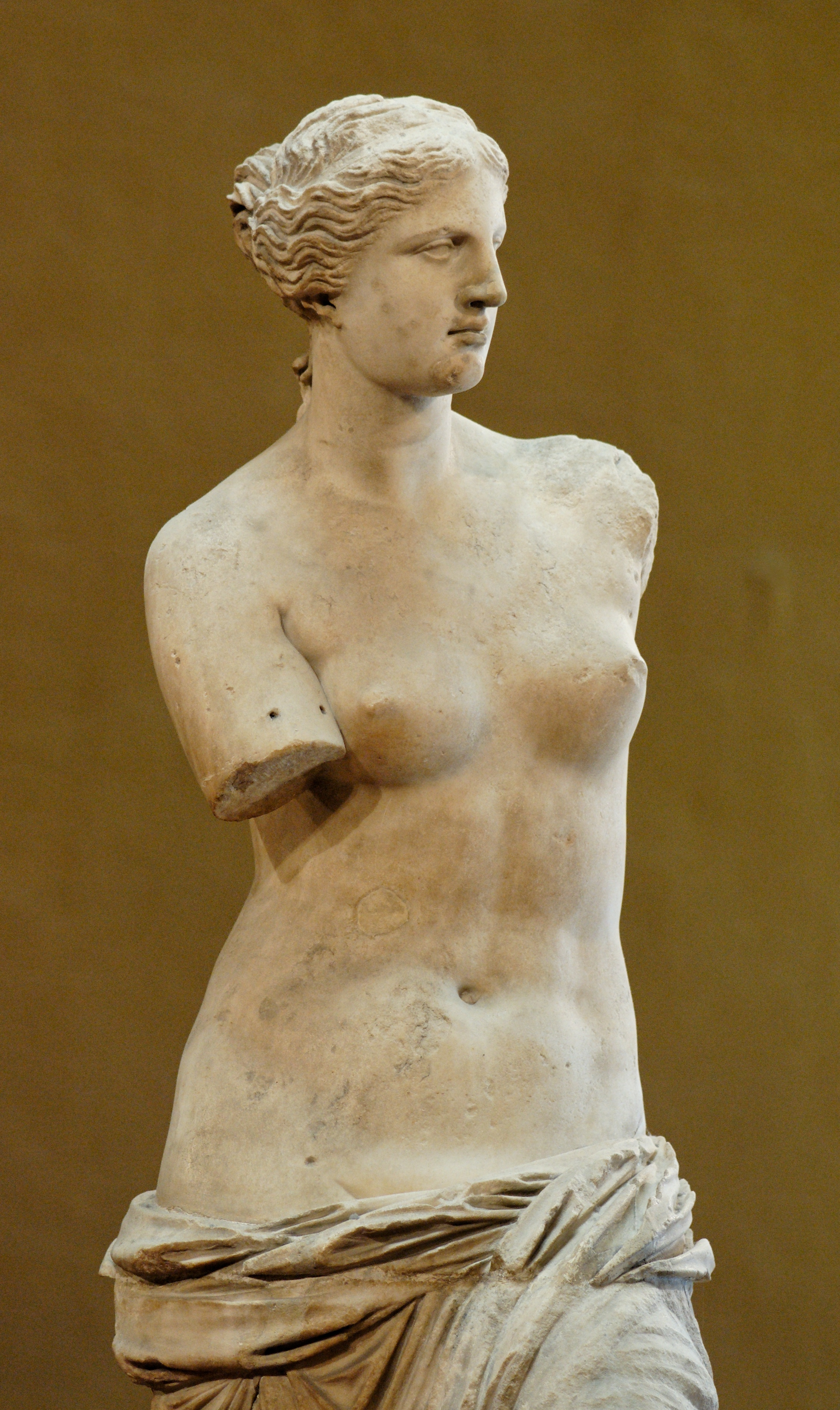

إن تاريخ النقد الفني، كجزء من تاريخ الفن، هو دراسة الأشكال الفنية في تطورها التاريخي والسياقات الأسلوبية، مثل النوع والتصميم والشكل والأسلوب التي تشمل الاعتبارات الجمالية. يشمل هذا كلًا من الفنون «الرئيسية» في الرسم والنحت والعمارة، إضافة إلى الفنون «الثانوية» من الخزف والأثاث وغيرها من الأشكال الزخرفية.
كمصطلح، تشمل الدراسة التاريخية لتاريخ الفن العديد من الطرق لدراسة وتقييم الفنون المرئية، بينما يشير في الاستخدام الشائع إلى الأعمال الفنية والعمارة. تداخل جوانب الاختصاص. لاحظ مؤرخ الفن إرنست غومبريتش ذات مرة، أن «مجال تاريخ الفن يشبه إلى حد كبير بلاد الغال التابعة لقيصر، المقسمة إلى ثلاث أجزاء تسكنها ثلاث قبائل مختلفة، ولكن ليس بالضرورة قبائل معادية: (1) الخبراء، (2) النقاد، (3) مؤرخو الفن الأكاديمي».
كاختصاص، يختلف تاريخ النقد الفني عن النقد الفني، الذي يهتم بتأسيس قيمة فنية نسبية للأعمال الفردية بالنسبة للأعمال الأخرى ذات الأسلوب المماثل، أو المصادقة على أسلوب أو حركة كاملة من وجهة نظر تاريخها وكبار باحثيها. تتميز أيضًا عن نظرية الفن أو «فلسفة الفن» التي تعني بالطبيعة الأساسية للفن. تُعد القيم الجمالية أحد فروع هذا المجال من الدراسة، ويشمل التحقيق في لغز السمو وتحديد جوهر الجمال. من الناحية التقنية، تاريخ الفن لا يُعتبر هذه الأشياء، لأن مؤرخ الفن يستخدم الأسلوب التاريخي للإجابة على الأسئلة: كيف توصل الفنان لإنشاء العمل؟ من كان الزبون لهذا العمل؟ من كان معلموه أو معلموها؟ من هو جمهور هذا العمل؟ من هم تلاميذه أو تلاميذها؟ ما هي القوى التاريخية التي شكلت أعمال الفنان، وكيف أثر هو أو هي والعمل على مسار الأحداث الفنية والسياسية والاجتماعية؟ مع ذلك، فمن المشكوك فيه ما إذا كان يمكن الإجابة على العديد من الأسئلة من هذا النوع بشكل مرض، دون النظر في الأسئلة الأساسية التي تدور حول طبيعة الفن. لكن من المؤسف أن الفجوة التأديبية الحالية بين تاريخ الفن وفلسفة الفن (القيم الجمالية) كثيرًا ما تعرقل ذلك.
إن تاريخ النقد الفني ليس مجرد سيرة ذاتية. غالبًا ما يرسخ تاريخ النقد الفني دراساته في فحص الأشياء الفردية. يحاول الإجابة بطرق محددة تاريخيًا على أسئلة مثل: ما هي السمات الرئيسية لهذا الأسلوب؟ ما المعنى الذي نقله هذا العمل. ما هي مهمته من الناحية البصرية؟ هل حقق الفنان أهدافه بشكل جيد؟ ما هي الرموز المضمنة؟ وهل تعمل بشكل استباقي؟
يشكل التسلسل الزمني الاحتفالي بالإبداعات الجميلة العمود الفقري التاريخي للاختصاصات، وذلك بتكليف من الهيئات العامة أو الدينية أو الأفراد الأثرياء في أوروبا الغربية. ما تزال مثل هذه «المرجعية الأدبية الغربية»، كما يتضح من اختيار الأشكال الموجودة في كتب تاريخ الفن. مع ذلك، ظهرت منذ القرن العشرين، جهود لإعادة تعريف الاختصاص ليكون أكثر شمولًا للفن غير الغربي والفن الذي تصنعه النساء والإبداع الشعبي.

## التعريف
بدأ تاريخ النقد الفني كما عرفناه في القرن الحادي والعشرين، في القرن التاسع عشر ولكن سوابقه تعود إلى العالم القديم. يستفيد الاختصاص، كما تحليل الاتجاهات التاريخية في السياسة والأدب والعلوم، من وضوح الكلمة المكتوبة وقابليتها، لكن مؤرخي الفن يعتمدون أيضًا على التحليل الشكلي وعلم العلامات والتحليل النفسي والأيكونغرافيا. زادت التطورات في تقنيات الاستنساخ والطباعة بعد الحرب العالمية الثانية من قدرة نسخ الأعمال الفنية، وساعدت هذه التقنيات على تقدم الاختصاص بطرق عميقة، لأنها مكنت من إجراء مقارنات سهلة للأشكال. يمكن أن تكون دراسة الفن المرئي الموصوفة على هذا النحو ممارسة تنطوي على فهم السياق والشكل والأهمية الاجتماعية.

## المنهجيات
يستخدم مؤرخو الفن أثناء أدائهم للتقييم في تاريخ النقد الفني، عددًا من النهج في بحثهم حول علم الوجود وتاريخ الأشكال.
غالبًا ما يختبر ممارسو النقد الفني العمل في سياق وقته. في أحسن الأحوال، يجري ذلك بطريقة تحترم دوافع وضرورات صانعه، آخذين بعين الاعتبار رغبات وتحيزات رعاته ومالكيه، مع تحليل يقارن لمواضيع ونُهج أقران صانع العمل وأساتذته، مع مراعاة الأيكونغرافيا والرمزية. باختصار يفحص هذا النهج العمل الفني في سياق العالم الذي نشأ فيه.
غالبًا ما يفحص ممارسو النقد الفني العمل من خلال تحليل الشكل، أي استخدام صانع العمل للخط والشكل واللون والملمس والتكوين. يفحص هذا النهج كيفية استخدام الفنان لمستوي صورة ثنائي الأبعاد أو الفراغ النحتي أو المعماري ثلاثي الأبعاد لخلق فنه الخاص به. تؤدي الطريقة التي يجري بها استخدام هذه العناصر الفردية إلى فن تمثيلي أو غير تمثيلي. هل يقلد الفنان شيئًا أو صورة موجودة في الطبيعة؟ إذا كان الأمر كذلك، فهو تمثيلي. كلما اقترب الفن من التقليد المثالي، كان الفن أكثر واقعية. هل يبتعد الفنان عن التقليد، ويعتمد الرمزية بدلًا من ذلك، أو يسعى بطريقة مهمة إلى التقاط جوهر الطبيعة، بدلًا من نسخها بشكل مباشر؟ إذا كان الأمر كذلك، فإن الفن غير تمثيلي ويُسمى أيضًا تجريدي. توجد الواقعية والتجريد في سلسلة متصلة. الانطباعية هي مثال على أسلوب تمثيلي لم يكن مقلدًا بشكل مباشر، بل سعى لخلق «انطباع» للطبيعة. إذا لم يكن العمل تمثيليًا وكان تعبيرًا عن مشاعر الفنان وطموحاته وتطلعاته، أو كان بحثًا عن مُثل الجمال والشكل، فإن العمل غير تمثيلي بل هو عمل تعبيري.
التحليل الأيكونغرافي هو التحليل الذي يركز على عناصر تصميم معينة للشكل. يمكن من خلال القراءة الدقيقة لهذه العناصر تتبع نسبها واستخلاص استنتاجات بشأن أصول ومسارات هذه الزخارف. في المقابل، من الممكن تقديم أي عدد من الملاحظات بشأن القيم الاجتماعية والثقافية والاقتصادية والجمالية للمسؤولين عن إنتاج الشكل.
يستخدم العديد من ممارسي النقد الفني النظرية النقدية لتأطير استفساراتهم ضمن الأشكال. غالبًا ما تُستخدم النظرية عند التعامل مع أشكال أحدث، تلك التي تنتمي لأواخر القرن التاسع عشر فصاعدًا. غالبًا ما تجري استعارة النظرية النقدية في تاريخ الفن من علماء الأدب، وتتضمن تطبيق إطار تحليلي غير فني لدراسة الأشياء الفنية. إن النظريات النسوية والماركسية والعرقية الناقدة والغريبة وما بعد الاستعمارية، كلها راسخة في هذا المجال. مثلما هو الحال في الدراسات الأدبية، هناك اهتمام بين علماء الطبيعة والبيئة، ولكن الاتجاه الذي سيتخذه هذا في الاختصاص لم يتحدد بعد.
أدخلت وسائل الإعلام والتكنولوجيا الرقمية في الآونة الأخيرة، إمكانات التحليلات البصرية والمكانية والتجريبية. تختلف النماذج ذات الصلة من الأفلام إلى النماذج التفاعلية، بما في ذلك البيئات الافتراضية والبيئات المعززة والوسائط الموجودة والوسائط المتصلة بالشبكة وما إلى ذلك. إن الأساليب التي تتيحها هذه التقنيات هي في التطور النشط وتعد بإدراج مناهج نوعية يمكن أن تؤكد على الخصائص السردية والدرامية والعاطفية والفكاهية للتاريخ والفن.